# Мариян Жечев
Мариян Александров Жечев е български политик и икономист от ГЕРБ, кмет на Шабла (от 2015 г.).

## Биография
Мариян Жечев е роден на 19 октомври 1974 г. в град Каварна, Народна република България. През 1992 г. завършва средното си образование в СОУ „Асен Златаров“ в Шабла, а през 1999 г. – висшето си образование в Стопанска академия „Димитър А. Ценов“ в Свищов със специалност „Счетоводство и контрол“.
През 2018 г. започва наказателното дело срещу него в Добричкия окръжен съд, той е обвинен за неправомерно усвоени евросредства по проект за реконструкция на градския стадион. Прокуратурата твърди, че през 2015 г. подсъдимият е представил неверни сведения пред Регионалната разплащателна агенция на Държавен фонд „Земеделие“ във Варна, за да получи средства в размер на над 500 000 лева.

### Политическа дейност
На местните избори през 2015 г. е кандидат за кмет на община Шабла, издигнат от ГЕРБ. На проведения първи тур получава 803 гласа (или 32,90%) и се явява на балотаж с кандидата на Движението за социален хуманизъм – Райна Бърдарева, която получава 1063 гласа (или 43,55%). Избран е на втори тур с 1329 гласа (или 53,12%).
На местните избори през 2019 г. е кандидат за кмет на община Шабла, издигнат от ГЕРБ. Избран е на първи тур с 1223 гласа (или 68,25%).